# 蔡斯烈
蔡斯烈（1911年6月—2003年3月8日），又名蔡松荣、蔡松云，湖北应城杨岭潘家集人。中国共产党高级领导干部。第五届全国政协委员。

## 生平
生于富裕的膏盐矿商和矿主家庭。1926年春加入中国共产主义青年团。1926年10月转党。后因应城县党组织被破坏而失去联系脱党。
1928年底到武汉读书；后到北平读高中。1936年从南京金陵大学辍学回家，继承家业，成为富豪矿主。
1937年10月在武汉参加青年救国会。1938年6月经蔡承祖、邓先柱介绍，由董必武、钱正英批准，重新加入中国共产党，并由陶铸批准提前转为正式党员，成为陶铸在应城举办的汤池训练班时期最早发展的党员之一。毁家纾难，以护矿为名，自己出资1000块银元购买枪支弹药，即“应城抗战八条枪”。1938年10月武汉沦陷后，在中共鄂中特委书记杨学诚率领下，带着十三名矿工，成立了“应城潘家集商民自卫队”，以八条枪为基础，建立起鄂中第一支抗日武装。拉队伍京山县丁家冲，在鄂中山区迅速发展到500人枪的抗日游击队，蔡任队长。在其带动和影响下，从1938年11月至1943年春的4年多期间，应城膏盐矿区就为鄂豫边区和新四军第五师捐助了经费达200万法币，应城县数千人参加新四军第五师。李先念说：“勇敢坚定的蔡松荣（蔡斯烈）、徐休祥（徐觉非）同志及应城的孙县长都是当时（1939年4月30日夜袭云梦县城）英勇爬城的抗日英雄”“鄂中陶铸、杨学诚同志以八条枪起义而发展起来的几支武装，成为以后发展坚持鄂豫边抗日游击战争的基本力量”。1939年6月上旬，李先念、陈少敏率新四军挺进团一大队到达京山大山头，与鄂中区党委领导的“应抗”部队会合。6月19日接到中原局刘少奇、朱理治的电报，指示鄂中党的中心任务是在最短时期内创立一支5000人以上的由共产党直接领导的新四军，“应抗”应立即编为新四军。“统一整编，打出党的旗帜”。“应抗”改编为新四军豫鄂独立游击支队，不久改称新四军豫鄂挺进支队。李先念在《一年来鄂豫边地区抗日游击战争》一文中写：“我们从豫南向鄂中挺进的征途上，汇合了信阳地区共产党员自动组织的武装，还有罗原福同志以28条枪为基础扩大起来的武装和张体学同志率领的武装以及鄂中陶铸、杨学诚、蔡松荣等同志以8条枪发展起来的几支武装，所有这些就成为以后发展坚持豫鄂边区游击战争的基本力量。”
1946年5月至7月任军事调处执行部汉口第九执行小组成员。1946年底到东北。
1982年离职休养，享受副部长级医疗、住房待遇。